# Вулиця Перемоги (Київ)
Ву́лиця Перемо́ги — вулиця у Святошинському районі міста Києва, селище Жовтневе. Пролягає від Кільцевої дороги до вулиці Бетховена. 

## Історія
Вулиця виникла в середині XX століття, мала назву Шляхова. Сучасна назва — з 1975 року.